# 薩希 (赫爾松區)
46°36′6″N 32°47′15″E / 46.60167°N 32.78750°E
薩希（烏克蘭語：Саги）是位於烏克蘭南部的村莊，由赫爾松州赫尔松区的奥莱什基市镇負責管轄。該村面積59.7平方公里，海拔高度5米，2001年人口804，人口密度每平方公里13.5人。